# Таланов, Иван Михайлович
Иван Михайлович Таланов (27 сентября [10 октября] 1910, Канавинский район — 11 июля 1991, Ленинград) — советский футболист, хоккеист; футбольный тренер, судья. Мастер спорта СССР по футболу (1946).

## Биография
С детства играл в футбол и русский хоккей, с 14 лет играл за взрослые команды, в 18 лет играл за сборные Нижнего Новгорода. В 1932 году поступил в ленинградский государственный институт физической культуры имени П. Ф. Лесгафта. Уже со второго курса стал играющим тренером команд института, выступал за хоккейную команду «Кировец», за «Сталинец» в чемпионате СССР.
После окончания института в 1937 году стал преподавателем кафедры спортигр. Во время Великой Отечественной войны был помощником начальника 260-го отдельного пулемётно-артиллерийского батальона Ленинградского фронта, младший лейтенант. 29 августа 1941 года в районе деревни Долговка был ранен в кисть правой руки и попал в плен. Освобождён из плена англичанами, с мая 1945 по 25 августа 1945 — начальник штаба по репатриации советских граждан в лагерях «Гамбург-штрассе» и «Тирпиц», с 25 августа по 16 ноября 1945 года проходит спецпроверку в 32-м запасном стрелковом полку 12-й запасной стрелковой дивизии Приволжского военного округа (Алкино, Башкирская АССР). 27 января 1958 года был награждён орденом Красной Звезды.
С 16 ноября 1945 по 17 декабря 1946 проходит службу в Управлении МВД Ленинграда в должности старшего тренера футбольной команды «Динамо». С 17 декабря 1946 по 15 июля 1948 — старший тренер ДСО «Зенит».
До 1987 года работал в институте Лесгафта, в 1958 году (до июля) тренировал команду «Адмиралтеец».
В 1950-х годах работал футбольным арбитром. Судья всесоюзной категории (22.05.1959).